# Абдукаримов, Абдусаттар
Абдусаттар Абдукаримов (узб. Abdusattor Abdukarimov; род. 4 апреля 1942, Чиназский район, Ташкентская область, УзССР, СССР) — советский и узбекский учёный-генетик, доктор биологических наук (1979), профессор (1990), академик Академии наук Узбекистана (2000).

## Биография
Родился 4 апреля 1942 года в Чиназском районе. С 1972 по 1978 годы — старший научный сотрудник Института биохимии АН УзССР; с 1978 года — заведующий лабораторией молекулярной биологии; с 1982 года — также заведующий лабораторией биотехнологии генов и клеточной инженерии. С 1992 года — директор Института генетики и экспериментальной биологии растений АН РУз. В 2000 году был избран действительным членом АН Узбекистана.
Выделил молекулу белка, связывающую тиреоидный гормон — рецептор, изучил его функцию и физико-химические свойства. Руководил программой научных работ, связанных с выделением ряда генов, созданием конструкций векторных молекул, выращиванием растений из одиночных клеток в искусственных условиях. Под руководством Абдукаримова были проведены фундаментальные исследования по созданию трансгенных видов хлопчатника. Совместно с биотехнологическим центром Техасского университета сельского хозяйства были проведены работы по выделению и клонированию генов хлопчатника, связанных с качеством волокна, раннее цветение и устойчивость к заболеваниям. 

## Награды
- Орден «Дустлик» (2021)[6]